# Hyundai Glovis

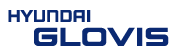
Logo.

Hyundai Glovis é uma companhia automotiva e logistica sul coreana, subsidiaria do grupo Hyundai.

## História
Foi estabelecida em 2001, em Seul.